# Контиг
Контиг (от англ. contiguous) представляет собой набор перекрывающихся сегментов ДНК, которые в совокупности представляют собой консенсусную область ДНК.
В задаче сборки генома контиги представляют собой продолжительные участки ДНК (строки из нуклеотидов), полученные в процессе сборки.

## Последовательности
Последовательность контига представляет собой непрерывный (не смежный) процесс, являющийся результатом повторной сборки небольших фрагментов ДНК, полученных методом дробовика. Значение «контиг» согласуется с первоначальным определением Роджера Стадена 1979 года. Стратегия секвенирования ДНК снизу вверх включает разделение геномной на множество мелких фрагментов («снизу»), секвенирование и их сборка обратно в кентиги и, в конечном итоге, весь геном («вверх»). Поскольку современные технологии допускают прямое секвенирование только относительно коротких фрагментов ДНК (300—1000 нуклеотидов), перед секвенированием геномная ДНК должна быть фрагментирована на маленькие кусочки.
Сегодня широко используется технология «секвенирования парных концов», в которой секвенированы более длинные фрагменты ДНК одинакового размера.